# 麻木久仁子のニッポン政策研究所
麻木久仁子のニッポン政策研究所（あさぎくにこのにっぽんせいさくけんきゅうじょ）は、TBSラジオで放送されていたラジオ番組。

## 概要
麻木久仁子をメインパーソナリティとし、各界の専門家をゲストに招いて現状の分析や政策提言などを聞くトーク番組。

## 放送時間
- 毎週日曜日 21:30 - 22:00

放送開始から2012年9月までは毎週土曜日 5:05 - 5:30に放送されていた。

## 出演者
- 麻木久仁子　（タレント、司会者、女優、エッセイスト、コメンテーター）

## ポッドキャスト
ゲストとのトークは、ほぼ毎回ポッドキャストで配信されている。